# Papstwahl 1061
Die Papstwahl 1061 fand am 30. September statt, etwa acht Wochen nach dem Tod von Papst Nikolaus II. Ende Juli 1061. Gewählt wurde Anselmo de Baggio, der damalige Bischof von Lucca, der sich als Papst ‚Alexander II.‘ nannte. Der römische Archidiakon Hildebrand, der spätere Papst Gregor VII., hatte die Wahl maßgeblich vorbereitet und unterstützte die Wahl Anselmos, von dem er hoffte, dass er auch für den Königshof als Kandidat akzeptabel sei.
Da dem Elekten und seinen Unterstützern der Zugang zum Petersdom verwehrt war, begaben sie sich mit normannischer Hilfe nach San Pietro in Vincoli, wo Anselmo als Papst inthronisiert wurde, wahrscheinlich in der Nacht zum 1. Oktober 1061. Die nächtliche Uhrzeit und der Einsatz von Waffengewalt wurden später von den Gegnern Alexanders als Belege einer ungültigen Erhebung zum Papst dargestellt.
Die Wahl von 1061 war die erste Papstwahl, nachdem das Papstwahldekret von 1059 die Rolle der Kardinalbischöfe bei der Wahl deutlich gestärkt hatte. Der genaue Ablauf der Wahl Alexanders ist nicht bekannt. Petrus Damiani, als Kardinalbischof von Ostia einer der wichtigsten Wähler und Unterstützer des neuen Papstes, stellte den Wahlvorgang später als zumindest teilweise kanonisch dar, wobei er die Einmütigkeit der Kardinalbischöfe betonte.